# D’amour et d’aventure: Une Image de trop
D’amour et d’aventure: Une Image de trop (conocida en Argentina como Imágenes de un asesinato) es una película de acción, drama y crimen de 1993, dirigida por Jean-Claude Missiaen, que a su vez la escribió junto a Gary Freedman y David Preston, musicalizada por Alain Jomy, en la fotografía estuvo Jean-Claude Vicquery y los protagonistas son Mark Hamill, Catherine Wilkening y Jean-Pierre Malo, entre otros. El filme fue realizado por Audience Productions, Cléo 24 y GMT Productions, se estrenó el 21 de abril de 1993.

## Sinopsis
Un estudiante de fotografía estadounidense, Josh, se ve inmerso en una situación enigmática y letal, en el momento que captura unas imágenes durante un atentado contra la exitosa modelo Francesca.